# 清水礼留飛
清水 礼留飛（しみず れるひ、1993年12月4日 - ）は、日本のノルディック複合、スキージャンプ選手。新潟県妙高市出身。新潟県立新井高等学校卒業後、現在は雪印メグミルク所属。2014年ソチオリンピック団体銅メダリスト。
ノルディック複合選手の清水亜久里は実兄。ノルディック複合、スキージャンプ選手の清水久之は実父にあたる。

## 経歴
「礼留飛」という名前は、日本にスキーを伝えたとされるオーストリアのテオドール・エードラー・フォン・レルヒ少佐に由来する。スキーの国体選手である父・久之の勧めで小学校1年時からスキー競技を始めた。妙高市立妙高高原中学校に進学してジャンプスキー部に入部したが、元々はノルディック複合の選手であり、全国中学校スキー大会、全日本ジュニアスキー選手権大会で優勝するなど好成績を残していた。その頃からジャンプを得意としており、複合選手ながら数々の大会の純ジャンプ競技でも優勝していた。高校進学後も純ジャンプ競技での好成績の方が多かったが、複合で全日本スキー連盟の強化Bランクに指定され2010-11シーズンのコンチネンタルカップや世界ジュニア選手権を転戦した。しかし、好結果を残すことが出来なかったことから高校3年時の2011年春には複合の強化指定を辞退し、本格的に純ジャンプへと転向することとなった。
純ジャンプ転向1年目の夏から早速遠征メンバーに抜擢され、サマーグランプリやコンチネンタルカップを転戦し、2012年2月には世界ジュニア選手権に出場した。2012年8月、サマーグランプリ初戦のフランス・クーシュベル大会で初優勝を達成。続くドイツ・ヒンターツァルテン大会でも2位に入るなど好成績を残した結果、2012/13シーズンのワールドカップ遠征メンバーに選抜された。冬のシーズンも序盤戦から安定感のある飛躍を続け、翌シーズンに迫ったソチオリンピック前哨戦となる、12月のロシア・ソチ大会でのノーマルヒルでは、第1戦は10位、第2戦は初のシングルとなる9位。2013年2月にはノルディックスキー世界選手権の日本代表に初選出され、団体戦に出場した。
2013-14シーズンは序盤のW杯で成績が振るわず、年末年始のスキージャンプ週間のメンバーからは外れたが、国内大会で好成績を収めてソチオリンピック日本代表に選出された。2月、ソチオリンピック最初の種目・ノーマルヒルの予選は101.5mを飛んで3位で通過し、決勝では2本とも99.5mで18位。ラージヒルの予選も3位で通過し、決勝1本目で130.0mの飛躍で15位につけると、2本目で134.5mを飛んで10位に入るなど初出場ながら好成績を収めた。竹内択、伊東大貴、葛西紀明と出場した団体では1番手を務め、1本目132.5m、2本目131.5mで、2本とも1番手グループ2位のポイントを記録し、団体では1998年の長野オリンピック以来16年ぶりのメダルとなる銅メダル獲得に貢献した。3月のW杯第25戦ノルウェー・トロンハイム大会では6日に行われた予選を自身初めて1位で通過、翌7日に行われた本戦では自己最高順位を更新する5位に入った。
2014-15シーズン、9月20日のサマーグランプリ・アルマトイ大会で2位。ワールドカップには開幕より遠征メンバー入りしたが、30位以内に入れない不振が続いたため、世界選手権メンバー入りは逃した。
2016シーズン以降は不調が続いたが、2019年1月の札幌オリンピック記念スキージャンプ競技大会で5期ぶりに国内戦での優勝を果たした。同年12月の雪上の初戦・名寄ピヤシリジャンプ大会も制し、2020年1月のコンチネンタルカップ札幌大会では8期ぶりにポイントを獲得した。2021年は冬のノーマルヒル国内戦で2勝した。2023年は7シーズンぶりにワールドカップ札幌大会に国内枠で出場したが、2戦とも予選を通過できなかった。
2023-24シーズンをもって現役を引退。

## 主な成績

### 国際大会

#### 冬季オリンピック
- 2014年ソチオリンピック（ ロシア）
  - 個人ノーマルヒル 18位
  - 個人ラージヒル 10位
  - 団体ラージヒル 銅メダル（清水礼留飛、葛西紀明、伊東大貴、竹内択）

#### 世界選手権
- 2013年ヴァル･ディ･フィエンメ大会（ イタリア）
  - 団体ラージヒル 5位（清水礼留飛、葛西紀明、伊東大貴、竹内択）

#### フライング世界選手権
- 2014年ハラホフ大会( チェコ)
  - 個人 12位

#### ジュニア世界選手権
- 2011年オテパー大会（ エストニア）
  - ノルディック複合個人NH/5.0km 13位
  - ノルディック複合個人NH/10.0km 24位
- 2012年エルズルム大会（ トルコ）
  - ジャンプ男子個人 13位
  - ジャンプ男子団体 10位
- 2013年リベレツ大会（ チェコ）
  - ジャンプ男子個人 6位
  - ジャンプ男子団体 6位

#### ワールドカップ
- 初出場 2012年11月24日  ノルウェー・リレハンメル HS100 - 28位
- 個人戦最高成績 2014年3月7日  ノルウェー・トロンハイム HS138 - 5位
- 団体戦最高成績 2013年11月23日  ドイツ・クリンゲンタール HS140 - 3位

| 個人総合成績（総合:W杯シーズン個人総合、4H:スキージャンプ週間総合） | 個人総合成績（総合:W杯シーズン個人総合、4H:スキージャンプ週間総合） | 個人総合成績（総合:W杯シーズン個人総合、4H:スキージャンプ週間総合） | 個人総合成績（総合:W杯シーズン個人総合、4H:スキージャンプ週間総合） | 個人総合成績（総合:W杯シーズン個人総合、4H:スキージャンプ週間総合） | 個人総合成績（総合:W杯シーズン個人総合、4H:スキージャンプ週間総合） | 個人総合成績（総合:W杯シーズン個人総合、4H:スキージャンプ週間総合） |
| シーズン                                                            | 総合                                                                | 4H                                                                  | 優勝                                                                | 準優勝                                                              | 3位                                                                 | 備考                                                                |
| ------------------------------------------------------------------- | ------------------------------------------------------------------- | ------------------------------------------------------------------- | ------------------------------------------------------------------- | ------------------------------------------------------------------- | ------------------------------------------------------------------- | ------------------------------------------------------------------- |
| 2012/13                                                             | 40位                                                                | 48位                                                                | 0回                                                                 | 0回                                                                 | 0回                                                                 | 最高順位9位                                                         |
| 2013/14                                                             | 32位                                                                | ---                                                                 | 0回                                                                 | 0回                                                                 | 0回                                                                 | 最高順位5位                                                         |
| 2014/15                                                             | ---                                                                 | ---                                                                 | 0回                                                                 | 0回                                                                 | 0回                                                                 | 最高順位39位                                                        |
| 2015/16                                                             | ---                                                                 | ---                                                                 | 0回                                                                 | 0回                                                                 | 0回                                                                 | 最高順位33位                                                        |
| 合計                                                                | ---                                                                 | ---                                                                 | 0回                                                                 | 0回                                                                 | 0回                                                                 |                                                                     |

#### サマーグランプリ
- 通算1勝、2位2回、3位1回 (2022シーズンまで)

| シーズン | 順位 | ポイント |
| -------- | ---- | -------- |
| 2011     | .    | 0        |
| 2012     | 4.   | 327      |
| 2013     | 7.   | 262      |
| 2014     | 12.  | 175      |
| 2015     | 65.  | 20       |
| 2021     | 39.  | 52       |
| 2022     | 21.  | 60       |

### 国内大会
- 2007.02.07 第44回全国中学校スキー大会純ジャンプ　優勝
- 2008.02.02 第45回全国中学校スキー大会純ジャンプ　優勝
- 2009.01.04 第50回雪印杯全日本ジャンプ大会ジュニア組　優勝
- 2009.03.13 JOC ジュニアオリンピックカップ2009 全日本ジュニアスキー選手権大会中学生の部　優勝
- 2009.10.31 2009鹿角サマージャンプ・コンバインド大会高校生の部　優勝
- 2010.02.04 第59回全国高校スキー大会　優勝
- 2010.03.11 JOC ジュニアオリンピックカップ2010 全日本ジュニアスキー選手権大会　優勝
- 2010.07.25 第7回名寄サンピラー国体記念サマージャンプ大会少年の部　優勝
- 2010.07.31 第28回札幌市長杯宮の森サマージャンプ大会少年組　優勝
- 2010.08.01 第11回札幌市長杯大倉山サマージャンプ大会少年組　優勝
- 2011.01.03 第52回雪印メグミルク杯全日本ジャンプ大会少年組　優勝
- 2011.02.07 第60回全国高校スキー大会　優勝
- 2011.02.13 第66回国民体育大会冬季大会少年組　優勝
- 2011.02.19 第23回全国高等学校選抜スキー大会男子組　優勝
- 2011.08.20 第29回札幌市長杯宮の森サマージャンプ大会少年組　優勝
- 2011.08.21 第12回札幌市長杯大倉山サマージャンプ大会少年組　優勝
- 2011.10.29 2011鹿角サマージャンプ・コンバインド大会高校生の部　優勝
- 2012.02.15 第67回国民体育大会冬季大会少年組　優勝
- 2013.01.14 第55回HBCカップジャンプ競技会    優勝
- 2014.01.05 第55回雪印メグミルク杯全日本ジャンプ大会成年組 優勝
- 2014.01.17 第42回札幌オリンピック記念国際スキージャンプ競技大会　優勝
- 2015.03.07 第86回宮様スキー大会国際競技会ノーマルヒル成年組　優勝
- 2019.01.06 第47回札幌オリンピック記念スキージャンプ競技大会　優勝
- 2019.12.15 第50回名寄ピヤシリジャンプ大会　優勝
- 2021.03.03 第49回札幌オリンピック記念スキージャンプ競技大会　優勝
- 2021.03.05 第92回宮様スキー大会国際競技会ノーマルヒル成年組　優勝